# Tidhar
Tidhar (hebrejsky תִּדְהָר, v oficiálním přepisu do angličtiny Tidhar) je vesnice typu mošav v Izraeli, v Jižním distriktu, v Oblastní radě Bnej Šim'on.

## Geografie
Leží v nadmořské výšce 115 metrů v severozápadní části pouště Negev, v místech kde aridní oblast přechází do zemědělsky využívané a uměle zavlažované krajiny, která navazuje na pobřežní nížinu. Krajina tu má mírně zvlněný reliéf, jímž protékají četná vádí. Severně od mošavu je to vádí Nachal Grar. Jižním směrem pak leží vádí Nachal Patiš.
Obec se nachází 25 kilometrů od břehu Středozemního moře, cca 79 kilometrů jihojihozápadně od centra Tel Avivu, cca 72 kilometrů jihozápadně od historického jádra Jeruzalému a 22 kilometrů severozápadně od města Beerševa. Tidhar obývají Židé, přičemž osídlení v tomto regionu je etnicky převážně židovské. Oblasti se silným zastoupením arabské (respektive beduínské) populace začínají až cca 10 kilometrů východním směrem (například město Rahat).
Tidhar je na dopravní síť napojen pomocí lokální silnice 2544, která ústí do dálnice číslo 25.

## Dějiny
Tidhar byl založen v roce 1953. Jde o součást jednotně řešeného bloku tří židovských vesnic zvaného Mošavej jachdav, do kterého patří mošavy Broš, Ta'ašur a Tidhar. Všechny tři vznikly počátkem 50. let 20. století, zejména pro usídlení Židů z Maroka. Jejich pojmenování je odvozeno od biblického citátu z Knihy Izajáš 41,19: „V poušti dám vyrůst cedrům, akáciím, myrtě a olivám, na pustině vysadím cypřiš, platan i zimostráz spolu“ Blok dostal jméno podle slova spolu („jachdav“), přičemž i jména jednotlivých vesnic jsou inspirována tímto veršem. V případě mošavu Tidhar jde o strom překládaný jako platan. Zakladateli osady byli židovští imigranti, především z Maroka a v menší míře i z jiných zemí. Podle jiného zdroje šlo o starousedlé Izraelce ze skupiny Bnej ha-mošavim („Synové mošavů“), kteří se na základě výzvy izraelského premiéra Davida ben Guriona zapojili do osidlovacího hnutí me-ha-Ir le-kfar (מהעיר לכפר) - „Z města na vesnici“.
Místní ekonomika je zčásti založena na zemědělství (pěstování zeleniny nebo květin ve skleníkách), kterým se tu zabývá cca 15 rodin. Většina obyvatel ale za prací dojíždí mimo obec. Ve vesnici stojí cca 60 rodinných hospodářství. V obci funguje mateřská škola, obchod se smíšeným zbožím, synagoga a sportovní areály. Další občanská vybavenost je v sousedních dvou vesnicích tohoto sídelního bloku. Mošav plánuje stavební expanzi, která má spočívat ze 100 parcel tvořících nový rezidenční okrsek Chof ha-Nachal (Vyhlídka na vádí), nabízených pro výstavbu rodinných domů. V první fázi se mělo prodávat 64 pozemků.

## Demografie
Obyvatelstvo mošavu je smíšené, tedy sekulární i nábožensky orientované. Podle údajů z roku 2014 tvořili naprostou většinu obyvatel v Tidhar Židé (včetně statistické kategorie "ostatní", která zahrnuje nearabské obyvatele židovského původu ale bez formální příslušnosti k židovskému náboženství).
Jde o menší obec vesnického typu s dlouhodobě rostoucí populací. K 31. prosinci 2014 zde žilo 480 lidí. Během roku 2014 populace stoupla o 15,1 %.
| Rok            | 1961 | 1972 | 1983 | 1995 | 2001 | 2003 | 2004 | 2005 | 2006 | 2007 | 2008 | 2009 | 2010 | 2011 | 2012 | 2013 | 2014 |
| -------------- | ---- | ---- | ---- | ---- | ---- | ---- | ---- | ---- | ---- | ---- | ---- | ---- | ---- | ---- | ---- | ---- | ---- |
| Počet obyvatel | 336  | 333  | 259  | 198  | 197  | 223  | 225  | 239  | 233  | 245  | 256  | 307  | 335  | 348  | 370  | 417  | 480  |